# ［2.2.2］穴醚

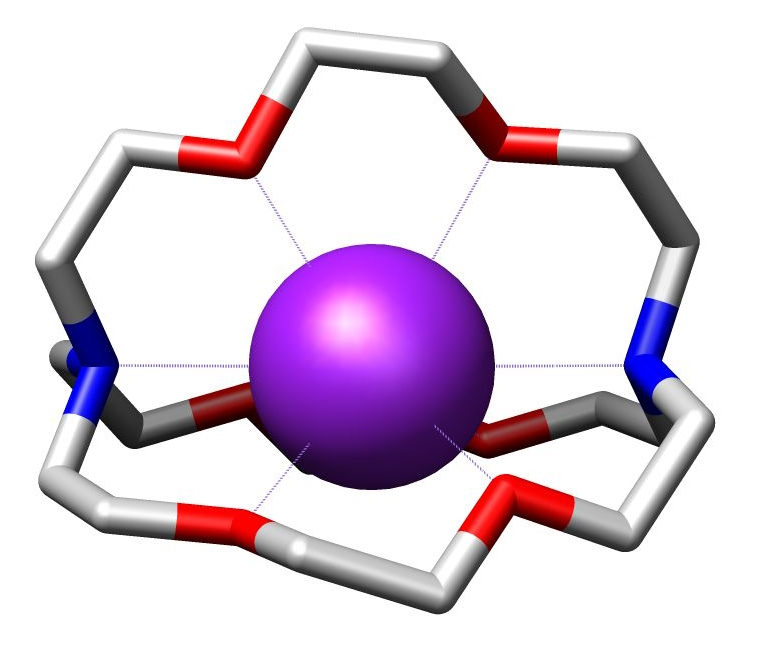
[2.2.2]穴醚封装一个钾离子（紫色）的结构，在晶态中通过X射线衍射获得。

[2.2.2]穴醚是穴状配体螯合剂中最重要的成员之一。在无机化学命名法(2005)中，IUPAC建议缩写为"crypt-222"。